# Manuel dos Santos, bispo de Targa
D. Manuel dos Santos, Bispo de Targa, foi natural de Lisboa, filho de Francisco Rolim e Luísa Taveira, moradores na freguesia de Santos-o-Velho de donde tomou o sobrenome.
Foi Cónego Regrante de Santo Agostinho da Congregação de Santa Cruz de Coimbra. Foi estudar a Paris Filosofia e Teologia em que se graduou. O Arcebispo de Lisboa, D. Fernando de Vasconcelos, o fez seu Provisor no ano de 1541. Depois do ano de 1550 o escolheu para seu Coadjutor. Foi sagrado com o titulo de Bispo de Targa. 
Foi Comendatário do Mosteiro de S. Salvador de Paço de Sousa, da Ordem de S. Bento, como escreve o Padre António de Carvalho da Costa na Chorografia Portugueza, tomo I, pg. 386, onde por erro da impressão D. Manuel dos Santos se chama D. Manuel do Canto. O Cardeal D. Henrique, sucessor de D. Fernando de Vasconcelos no Arcebispado de Lisboa, o conservou no mesmo lugar e o fez seu Provisor; e como Inquisidor Geral, o fez Inquisidor, e Presidente da Inquisição de Lisboa, nomeando-o em 13 de dezembro de 1564.
Bispo Santos sempre viveu na clausura do Mosteiro de S. Vicente de Fora, e nele morreu a 31 de agosto de 1570. Mandou-se sepultar ao pé do Altar do Capítulo do mesmo Mosteiro, dedicado à gloriosa Santa Ana, de quem fora muito devoto. A sepultura era rasa, e tinha Epitáfio, mas ambas se perderam com as obras novas.
Trata deste Bispo o Padre D. Nicolau de Santa Maria na Chronica dos Cónegos Regrantes, livro 10, cap. 7, n. 6 e seguintes; mas cala totalmente de outra notícia do Cabido de Évora, que este Bispo desde o ano de 1547 até o de 1558 foi Chantre de Évora, e que rezava no Coro como outros Bispos, que eram também Cónegos daquela Sé, sem hábitos Episcopais, para o que se alcançou Breve Pontifício, porque os Cónegos os não quiseram consentir no Coro senão em hábitos Canonicais, o que parece incompatível com o referido do Padre D Nicolau.